# İnsan Hakları Derneği
İnsan Hakları Derneği (İHD), Turks voor: Mensenrechtenvereniging, is een Turkse organisatie die zich inzet voor de naleving van de mensenrechten in Turkije. Ze heeft haar hoofdvestiging in Ankara en heeft rond 17.000 leden verspreid over 34 filialen en (2009).

## Geschiedenis
İHD werd op 17 juli 1986 door 98 mensen opgericht. Onder hen bevonden zich advocaten, journalisten, intellectuelen en familieleden van politieke gevangenen.
De organisatie zet zich in voor de naleving van de mensenrechten op allerlei gebied. In 1992 verruimde ze haar mandaat in overeenstemming met de Geneefse Conventies, waardoor ze sindsdien ook schendingen van de mensenrechten door gewapende groepen aan de orde stelt.
Sinds haar oprichting heeft de organisatie ook zelf te maken met geweld door individuen, nationalistisch getinte kringen en de overheid. Tegen de organisatie werd 400 maal een gerechtelijke proces aangespannen en de voorzitters in het land moesten bij elkaar 30 maal een filiaal sluiten. Tegen de voorzitter Osman Baydemir van het filiaal in Diyarbakır, dat tussen 1997 en 2000 noodgedwongen gesloten was, werd in een jaar tijd 60 gerechtelijke vooronderzoeken en strafprocessen ingezet.
Vanwege toespraken in 1995 en 1996 werd de gewezen voorzitter Akın Birdal tot 20 maanden gevangenisstraf veroordeeld, waarvan hij er 14 uitzat. Birdal ontsnapte op 12 mei 1998 nipt aan een moordaanslag terwijl er veertien schoten op hem afgevuurd werden. Volgens de organisatie zijn er sinds de oprichting 14 van haar leden om het leven gebracht.

## Werk
De İHD zet zich in tegen de doodstraf, martelen en militarisme. Ze streeft naar naleving van algemene beginselen van behoorlijk proces, vrijheid van meningsuiting, godsdienstvrijheid en de vrijheid van vergadering
Enkele uit vele campagnes waren de volgende:
- 1997: Opheffing van de Staatsveiligheidsrechtbanken
- 1999: Algehele amnestie
- 1999: Opheffing van de doodstraf
- 1999 & 2001: Vrijheid van denken
- 2004: Zwijg niet over marteling

## Erkenning
- 1991: Bruno-Kreisky-Preis für Verdienste um die Menschenrechte
- 1998: Europese Mensenrechtenprijs
- 1999: Geuzenpenning